# 헤를레우시

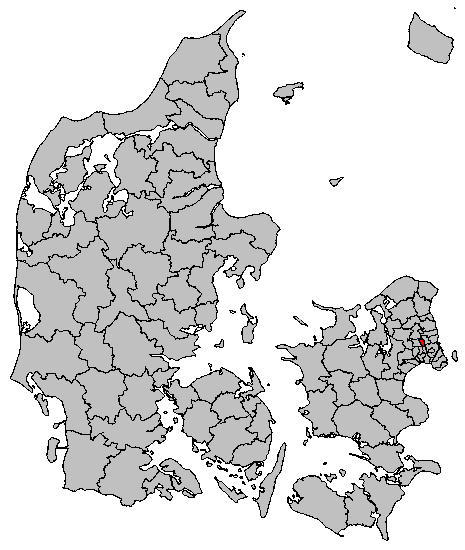
헤를레우시의 위치

헤를레우시(덴마크어: Herlev Kommune)는 덴마크 수도 지역에 위치한 지방 자치체로 행정 중심지는 헤를레우이며 면적은 12.04km2, 인구는 27,851명(2014년 4월 1일 기준), 인구 밀도는 2,300명/km2이다. 셸란섬 중부에 위치한다.